# Teoria de Debye-Hückel

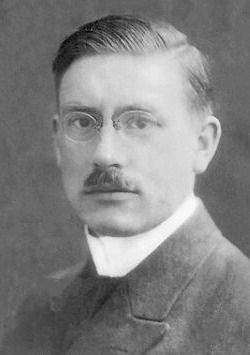
Peter Debye

La teoria de Debye-Hückel sobre la dissociació dels electròlits, proposada pels químics Peter Debye i Erich Hückel, pretén donar solució als problemes que planteja la teoria d'Arrhenius.

## De la teoria d'Arrhenius a la de Debye-Hückel
La teoria de la dissociació electrolítica d'Arrhenius suposa que els ions es comporten independentment com si fossin partícules neutres i, per això, a partir de qualsevol propietat col·ligativa, que és funció del nombre total de partícules, es podria calcular el grau de dissociació de l'electròlit dissolt. De la mateixa manera, si els ions tenen una velocitat característica independent de la concentració, la conductivitat molar dependrà només del nombre d'ions i a partir d'ella podrà calcular-se també el corresponent grau de dissociació. La realitat és una altra, els ions exerceixen intenses forces electroestàtiques no només estre ells sinó també amb les molècules del dissolvent, i això fa que no es compleixen les condicions suposades a la teoria d'Arrhenius.
En dissoldre un electròlit en qualsevol dissolvent, les seves molècules xoquen contra el compost i arrabassen ions del reticle cristal·lí, els quals queden enllaçats d'una manera més o menys intensa a les molècules del dissolvent, de caràcter polar o polaritzades, pel camp elèctric exercit per l'ió. Els ions, així solvatats (envoltats per molècules del dissolvent), s'atreuen amb una força menor que en el cristall que depèn de la constant dielèctrica del dissolvent.
Les forces interiòniques tendeixen a ordenar els ions en la dissolució de manera anàloga a com hi estan en el cristall però l'agitació tèrmica pertorba extensament aquesta ordenació i dona lloc a una distribució caòtica. La dèbil ordenació que resulta determina que cada ió es troba envoltat d'una atmosfera iònica de signe oposat, això és, en un element de volum a una certa distància d'un ió central, per exemple, positiu, existeix per terme mitjà més càrrega negativa que positiva i aquesta densitat de càrrega i el potencial corresponent van disminuint en allunyar-se aquell element de volum de l'ió central. Per donar solució a aquests problemes de la teoria d'Arrhenius els químics Peter Debye i Erich Hückel proposaren una nova teoria.

Catió sodi, Na^{+} solvatat amb molècules d'aigua polars

La teoria de Debye-Hückel inclou conceptes relatius a l'estructura de les dissolucions dels electròlits a més de conceptes termodinàmics. Utilitza fórmules d'electroestàtica, referents a les interaccions entre partícules carregades, i equacions relatives a la distribució estadística dels ions que envolten a un d'ells. La idea de partida és suposar que la desviació de la idealitat que mostren les dissolucions electrolítiques tenen com a única causa les interaccions electroestàtiques entre els ions.
Mitjançant un model estadístico-molecular, Peter Debye i Erich Hückel trobaren que, a molt baixes concentracions, el logaritme del coeficient d'activitat resulta proporcional a l'arrel quadrada de l'anomenada força iònica, I, que es defineix mitjançant l'expressió:
on zi representa la càrrega dels ions presents a la dissolució i mi la seva molalitat. L'expressió del coeficient d'activitat de l'espècie iònica i és segons Debye i Hückel:
i pel coeficient d'activitat iònic mitjà d'un electròlit Mν+·Aν-:
on A és una constant que depèn de la temperatura i de la naturalesa del dissolvent, i per a l'aigua, a 298 K, val 0,509. L'equació anterior s'anomena llei límit de Debye-Hückel.
Debye i Húckel introduïren modificacions a la seva equació per incloure el radi iònic. L'expressió final és:
on B és una constant i σ és el diàmetre mitjà dels ions.